# John Greenleaf Whittier

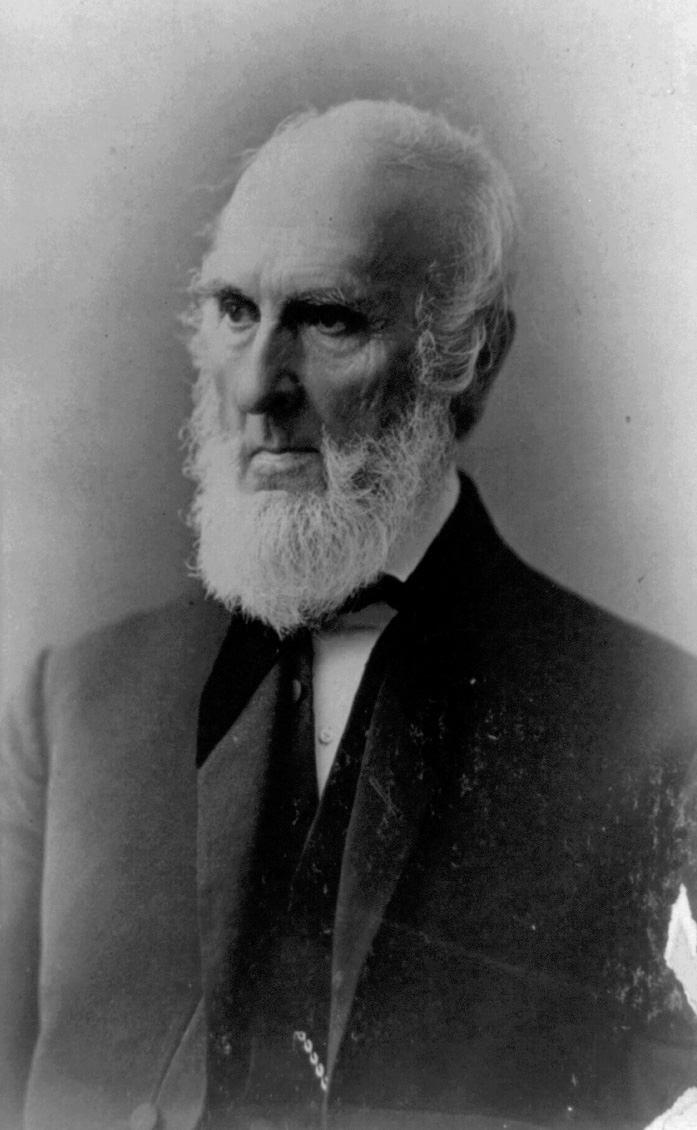
John Greenleaf Whittier, 1885

John Greenleaf Whittier (* 17. Dezember 1807 in Haverhill, Massachusetts; † 7. September 1892 in Hampton Falls, New Hampshire) war ein amerikanischer Dichter.
Als Journalist arbeitete er zu Beginn seiner Karriere für verschiedene Zeitungen in Haverhill und Boston und wurde Mitherausgeber des New England Weekly Review. Diese in Hartford (Connecticut) erscheinende Zeitschrift war zu der Zeit das führende Sprachrohr der Whigs. Whittier war Quäker und aktiver Gegner der Sklaverei in den Südstaaten. Er war Mitglied der American Anti-Slavery Society. So tat er in seiner journalistischen Arbeit, aber auch in Gedichten wie Ichabod seine abolitionistischen Gedanken kund. Neben seinem umfangreichen lyrischen Werk schrieb er den Roman Leaves from Margaret Smith’s Journal (1849). 1871 wurde er in die American Academy of Arts and Sciences gewählt.
Zu Lebzeiten war Whittier einer der angesehensten Literaten der USA, heute ist er fast in Vergessenheit geraten. Allein einige seiner Kirchenlieder werden heute noch gesungen, insbesondere Dear Lord and Father of mankind.
Nach ihm wurden zahlreiche Landschafts- und Ortsbezeichnungen benannt, u. a. die Quäkersiedlung Whittier in Kalifornien und der Mount Whittier in Carroll County, New Hampshire, in den nördlichen Ossipee Mountains.
Seine Sommerresidenz war der Ort Ossipee in New Hampshire.